# Кузин, Дмитрий Васильевич
Дми́трий Васи́льевич Ку́зин (? — 1931) — деятель российского рабочего движения, секретарь «Собрания русских фабрично-заводских рабочих г. Санкт-Петербурга» Георгия Гапона.

## Биография
Участник социал-демократического движения. В начале 1900-х годов входил в социал-демократический кружок на Васильевском острове. Подвергался арестам и дознаниям. Входил в состав группы Карелина, возглавляемой А. Е. Карелиным и В. М. Карелиной, имел обширные связи в рабочей среде.
В 1903 году познакомился со священником Георгием Гапоном, занимавшимся созданием легальных рабочих организаций. В начале 1904 года вступил в члены «Собрания русских фабрично-заводских рабочих». Вошёл в ответственный кружок, затем был избран секретарём «Собрания». Участвовал в конспиративных совещаниях, проходивших в квартире Гапона на Церковной улице. В марте 1904 года вместе с Гапоном, А. Е. Карелиным, Н. М. Варнашёвым и И. В. Васильевым принял так называемую «Программу пяти», ставшую тайной программой организации. Вёл агитацию за вступление в «Собрание» среди партийных рабочих. Выполнял роль личного секретаря Гапона.
В январе 1905 года принял участие в составлении Петиции рабочих и жителей Санкт-Петербурга 9 января 1905 года. 8 января по поручению Гапона посетил собрание интеллигенции в редакции газеты «Наши дни», где сообщил о мирном характере намеченного шествия к Зимнему дворцу. Вместе с рядом общественных деятелей вошёл в состав депутации, направленной к министру внутренних дел П. Д. Святополк-Мирскому и председателю комитета министров С. Ю. Витте с целью предотвратить кровопролитие. 9 января принял участие в шествии к Зимнему дворцу. После расстрела шествия скрылся из Петербурга, через несколько дней был арестован и заключён в Петропавловскую крепость. В феврале освобождён.
Весной 1905 года возобновил связи с проживавшим за границей Гапоном. Участвовал в создании задуманной Гапоном организации «Российский рабочий союз», был избран в центральный комитет союза. После Манифеста 17 октября принял участие в восстановлении «Собрания русских фабрично-заводских рабочих». Входил в состав депутации рабочих к графу Витте. В ноябре 1905 был вновь избран секретарём «Собрания». По поручению Гапона принял участие в получении правительственной субсидии на восстановление «Собрания». После похищения денег журналистом А. И. Матюшенским организовал его поимку и изъятие похищенной суммы. После убийства Гапона в марте 1906 года сообщил в газеты о его исчезновении. Выступал с речью на его похоронах.
В последующие годы участвовал в кооперативном движении, входил в кооперативную организацию «Трудовой союз». В советское время работал на Патронном заводе в Подольске, выступал на вечерах памяти 9 января 1905 года, поместил в газете «Правда» заметку «Памяти И. В. Васильева». Скончался в 1931 году.